# 外套膜

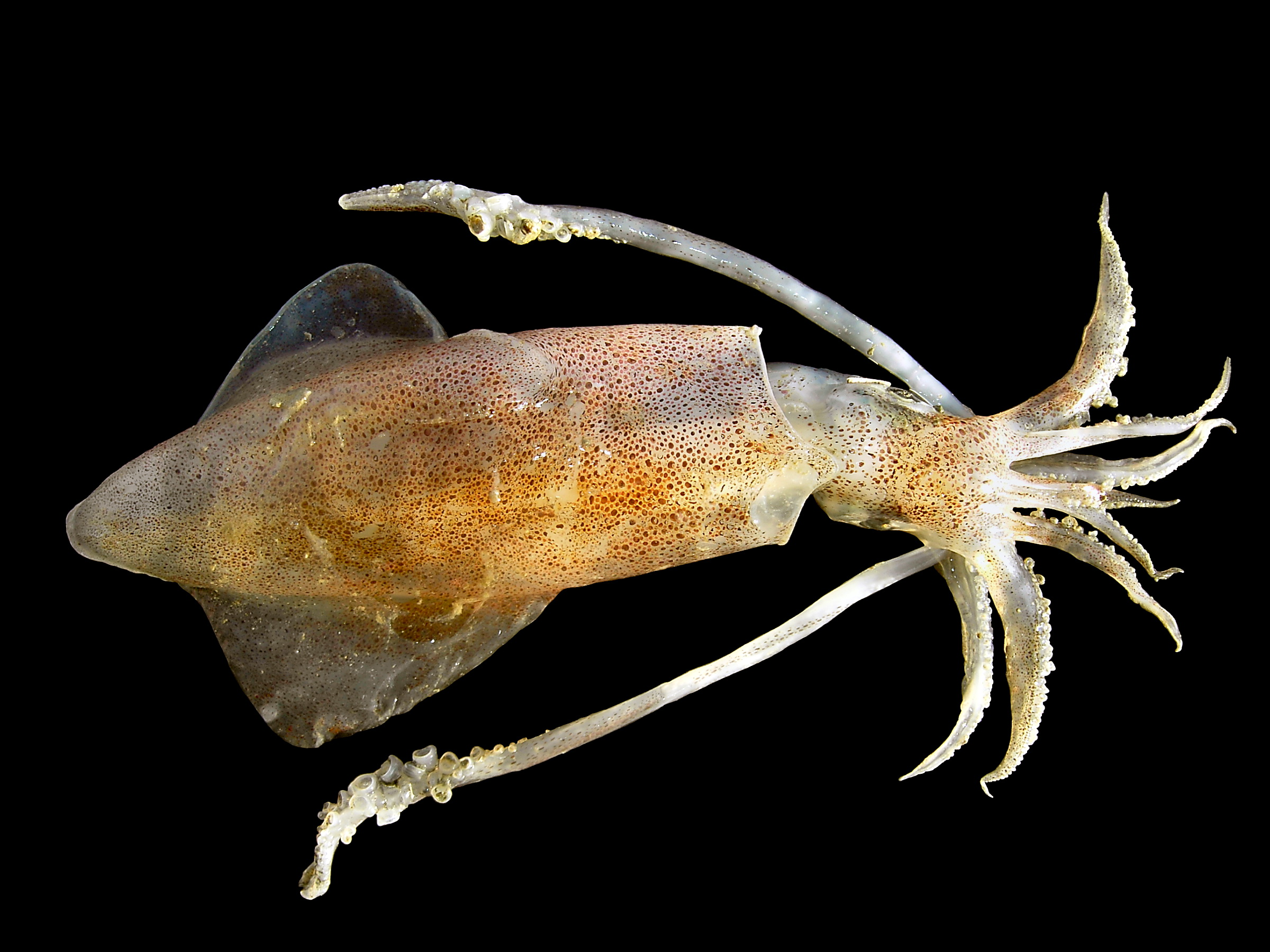
欧洲乌贼（Loligo vulgaris）的外套膜就是頭部以後的所有可見部份，即外體壁及在其上的鰭。

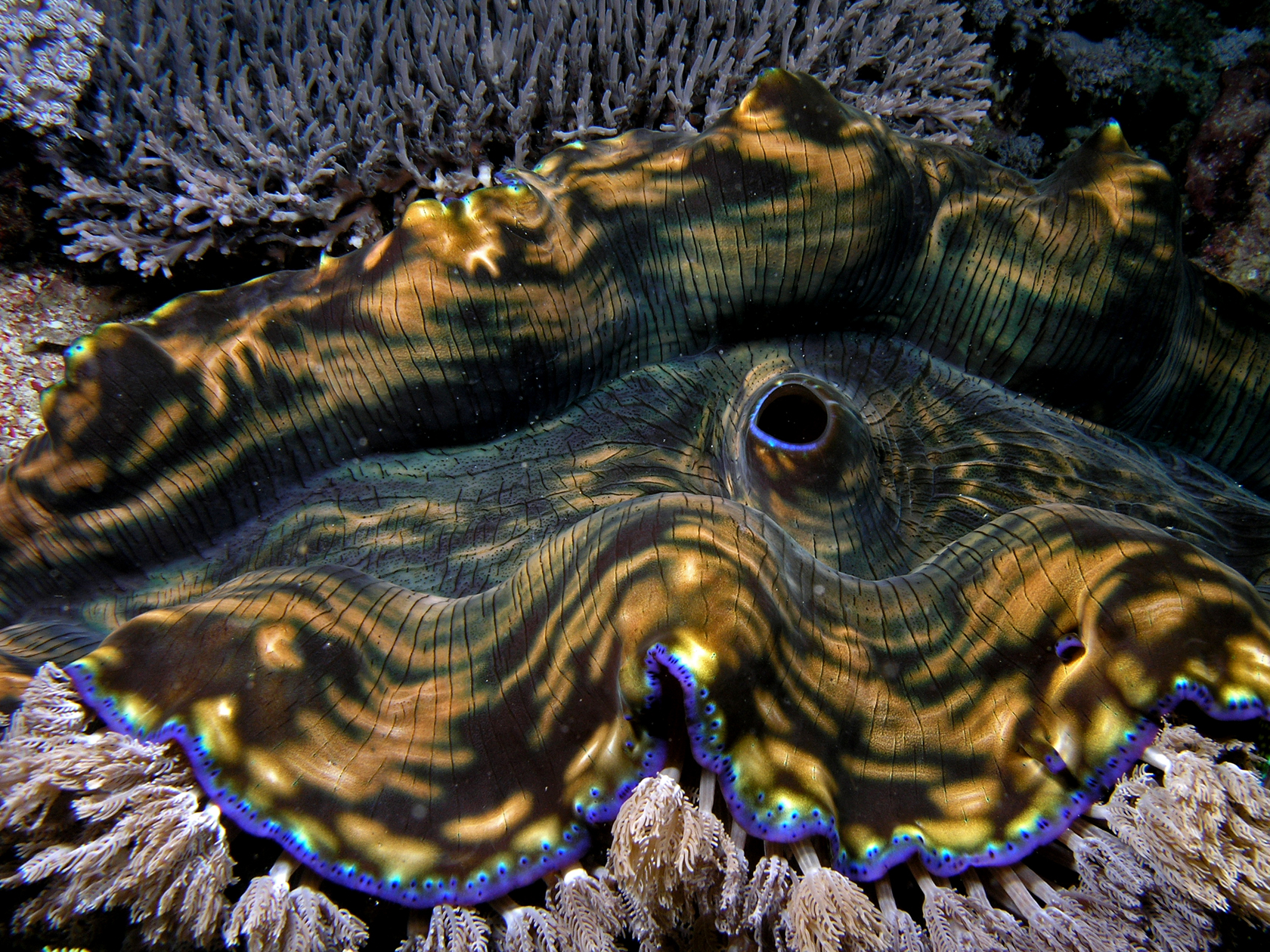
大硨磲的外套膜有着鮮豔的顏色，可以保護大硨磲不受猛烈陽光曬傷。

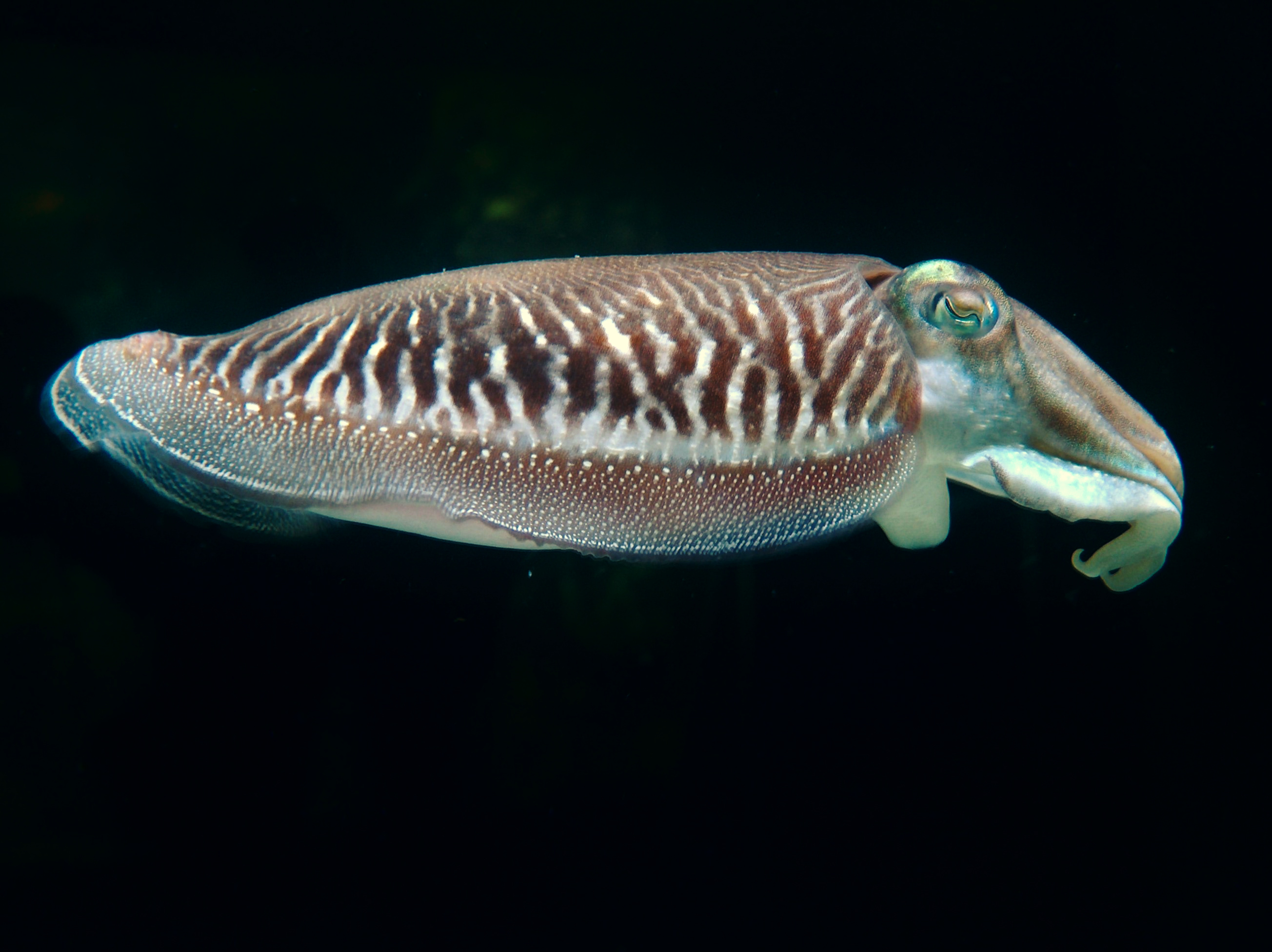
墨鱼利用牠們的外套膜腔作水中推進。

外套膜（英語：Mantle，本義指長袍），或簡稱作套膜，是軟體動物、腕足動物及被囊动物的重要解剖部分，由其背侧的体壁向下褶與伸展形成，經常包裹整个内脏团；而内脏囊與外套膜之間的空腔即为外套膜腔或外套腔（Mantle cavity）。外套腔是許多器官的開口，如肛門、鰓孔、肾孔、生殖孔等。
绝大多数软体动物的外套腔有气体交换的功能，在双壳纲中也兼职滤食的功能，另外一些软体动物还负责孵卵。头足纲和扇贝科则可以利用在快速喷出外套腔内的水并来获取短时间的高加速度的推力进行运动。在陆生的有肺类腹足纲中，外套腔则和水中一样负责呼吸——只不过是与空气进行气体交换，因此也称外套膜肺（pallial lung），虽然这个从本源上相当于内陷皮肤呼吸的结构其实和脊椎动物的肺没有直接关系。

## 參看
- 外殼 (軟體動物)：由外套膜形成的部分
- 虹吸管：部分軟體動物分類的部分
- 船蛸
- 裸鰓類
- 軟體動物